# 史蒂娜·坦娜特
史蒂娜·坦娜特（英語：Stella Tennant；1970年12月17日—2020年12月22日），英國超級名模。安德魯·卡文迪許，第十一代德文郡公爵之外孫女。她是高級時裝品牌：Chanel、Celine、Etro的代言人。史蒂娜上過Vogue Italia及i-D等雜誌封面或內頁，也有參與Givenchy、Calvin Klein、Tom Ford等著名時裝及奢侈品的時裝展。
坦娜特於2020年12月22日去世，享年50歲。